# Нитва
Нитва (на руски: Нытва) е град в Русия, административен център на Нитвенски район, Пермски край. Населението му към 1 януари 2018 година е 18 608 души.